# Parque Histórico de Kamphaeng Phet

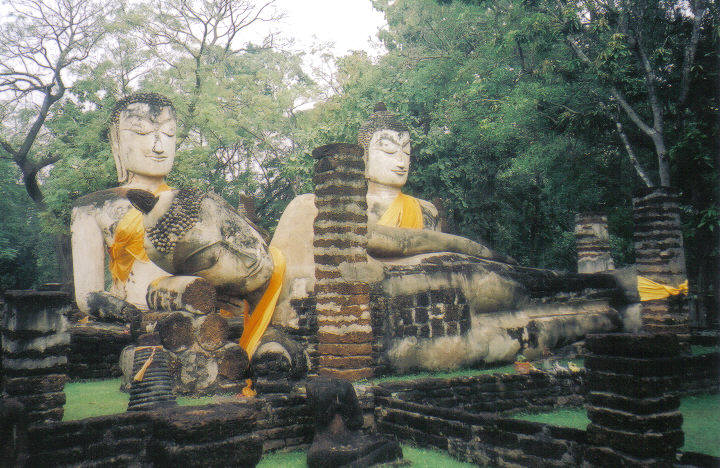
Wat Phra Keao

O Parque Histórico de Kamphaeng Phet é um parque histórico na província de Kamphaeng Phet, na Tailândia.

## Patrimônio local
As ruínas estão dentro da muralha e destaca Wat Phra Keao, o Wat Phra That e o Museu Nacional, que exibe os descobrimentos que foram encontrados nas ruínas. Fora das muralhas pode-se visitar o Wat Phra Borom Mahtath com alguns chedis de estilo birmanês.